# 土隆人
土隆人，是印度東北部阿薩姆邦信仰佛教的少数民族。
他們最初在18世紀的後半從上緬甸遷移並定居阿薩姆邦，他們是景頗族的奴隸，文化受景頗族影嚮很大。他們名稱來自帕凱山其中一條河turangpani。
他們說泰语但受景頗语很大影嚮，語言已幾乎絕跡，只有極少数老人使用。
目前的人口是未知的，但被認為是10000人左右。